# Farallón Centinela
El Farallón Centinela es un islote rocoso situado 25.5 km al norte del Cabo Codera en el estado Miranda, Venezuela, y a 74 km al oeste del Punta Arenas (el punto más occidental de la Isla La Tortuga). Tiene unos 30 metros de altura y una superficie de menos que una hectárea; se trata de una formación del cretáceo. En él se ha instalado un faro, que es guía excelente para la navegación. 
Está rodeado de aguas de fuerte oleaje y corrientes que dificultan su acceso. Posee abundantes y muy variadas formas de fauna y flora submarinas, razón por la cual, junto a la gran transparencia de las aguas, es un punto obligado para los submarinistas. Sin embargo, se requiere un buen nivel de experticia y extremar las medidas de seguridad, ya que es en extremo peligroso.
A unos 450 metros al norte se encuentra Fallaroncito, otra formación rocosa más pequeña y de menor altura.
Administrativamente, el Farallón Centinela es parte de la ciudad de Higuerote, capital del municipio Brión del estado Miranda. 